# Julio Zamora
Julio César Zamora (Rosario, 30 de noviembre de 1962) es un abogado y político argentino, actual intendente del partido de Tigre en la provincia de Buenos Aires. Es abogado especializado en Derecho Laboral, egresado de la UBA en 1992. Trabajó en Ferrocarriles Argentinos entre 1982 y 1994.
Fue secretario de Capacitación Legal y técnica del gremio La Fraternidad; Delegado Regional en Tigre del Ministerio de Trabajo de la provincia de Buenos Aires; Gerente de Administrativa y Técnica en el ANSES (2004-05) y Director Ejecutivo de la UGL 8.ª - San Martín del PAMI.

## Biografía
Fue primer concejal electo por el PJ en Tigre en las elecciones 2007. Luego asumió la Secretaría de Política Sanitaria y Desarrollo Humano de la comuna.
Desde el 23 de julio de 2008 al 24 de julio de 2009 se desempeñó como Intendente de Tigre, siendo primer Concejal y en reemplazo de Sergio Massa quien ocuparía el cargo de Jefe de Gabinete en el gobierno nacional. Fue Presidente del Honorable Concejo Deliberante de Tigre.
En las legislativas de octubre de 2013 obtuvo un aplastante triunfo ocupando el primer lugar como candidato a Concejal en las listas del Frente Renovador obteniendo el 61,82% de los votos. En diciembre asume como Intendente, en reemplazo de Massa, quien obtuviera una banca como Diputado Nacional.
En 2015 obtiene la continuidad en el cargo al vencer en las elecciones generales de octubre. Se alzó con el 43,90% de los sufragios por el Frente UNA superando a Sergio Szpolski del Frente para la Victoria con el 27,54%.
En el 2019 se presentó a una nueva elección en representación del Frente de Todos y obtuvo el 55,48% de los votos contra 34,72% del candidato de Juntos por el Cambio, Segundo Cernadas.
En 2023 fue electo por tercera vez en la coalición Unión por la Patria, obteniendo el 50,27% de los votos venciendo nuevamente a Segundo Cernadas de Juntos por el Cambio con el 24,44%. Previamente venció a Malena Galmarini en las Elecciones primarias de Argentina de 2023, esposa de Sergio Massa.

## Historial electoral
|  | 46,46 % |

|  | 73,14 % |

|  | 34.06 % |

|  | 43,90 % |

|  | 51,84 % |

|  | 55,48 % |

|  | 26,11 % |

|  | 50,27 % |